# ГЕС Bersimis 1
ГЕС Bersimis 1 — гідроелектростанція у канадській провінції Квебек. Знаходячись перед ГЕС Bersimis 2, становить верхній ступінь каскаду на річці Betsiamites, яка за три сотні кілометрів на північний схід від міста Квебек впадає ліворуч до річки Святого Лаврентія (дренує Великі озера).
Водосховище станції, яке носить назву Pipmuacan, створили в районі водорозділу між Betsiamites та Сагне, котра так само впадає ліворуч до річки Святого Лаврентія, проте за сто двадцять кілометрів вище по течії. Для цього у 1955—1956 роках звели цілий ряд гребель, як то:
- розташовані поруч кам'яно-накидні Desroches і Bersimis-1, котрі перекрили долину Betsiamites та при висоті по 61 метру мають довжину 320 і 671 метр відповідно;
- земляну Pamouscachiou-1, що має висоту 21 метр, довжину 610 метрів та перекриває річку Shipshaw — ліву притоку Сагне, яка впадає в останню одразу після ГЕС Shipshaw;
- земляну Pamouscachiou-2 висотою 21 метр та довжиною 439 метрів, яка закрила сідловину з невеликою річкою Manouaniche, лівою притокою Manouane, що в свою чергу є лівою притокою Перібонки — найбільшого допливу озера Сен-Жан, з якого бере початок Сагне.
Разом ці споруди утримують водойму з площею поверхні 779,6 км2 та об'ємом 13,9 млрд м3.
У 2002 році для збільшення припливу у сховище реалізували проект на одній з його приток — річці Rivière aux Sables. На своєму шляху вона протікає через озеро Ітомамо, в якому відбувалась природна біфуркація: при високій воді існував також сток до озера Lac Portneuf, з якого бере початок річка Portneuf (так само впадає ліворуч до річки Святого Лаврентія, проте за 44 км вище по течії від устя Betsiamites). Хоча переток до Portneuf становив не більш як 30 % (і припинявся у межень), проте вирішили не втрачати цей ресурс та спрямувати його на каскад Betsiamites. Для цього протоку між Ітомамо та Lac Portneuf перекрили земляною греблею висотою 10 метрів і довжиною 205 метрів.
А в 2003 році реалізували проект подачі води з річки Manouane, забір ресурсу з якої в цьому випадку відбувається вище за впадіння згаданої раніше Manouaniche, сідловину з долиною якої треба було закрити при створенні резервуару Pipmuacan. На Manouane звели бетонну гравітаційну греблю висотою 9 метрів та довжиною 100 метрів, яка разом з двома дамбами — бетонною (висота 6 метрів, довжина 140 метрів) та земляною (висота 14 метрів, довжина 150 метрів) — утримує водосховище з об'ємом 70 млн м3. Із нього на схід до Ruisseau-aux-Hirondelles (одна з приток Pipmuacan) проклали канал довжиною 7 км. Можливо також відзначити, що ще вище від призначеної для деривації до Pipmuacan греблі на Manouane знаходиться велике водосховище Manouane, створене в середині 20 століття для живлення каскаду на Сагне.
Подача ресурсу на станцію Bersimis 1 організована за дериваційною схемою із однієї з заток сховища, звідки під правобережним масивом проклали дериваційний тунель довжиною 12 км з діаметром 9,45 метра, котрий переходить у прокладені всередині гори вісім напірних водоводів. Крім того, в системі працює запобіжний балансувальний резервуар, що складається з шахти глибиною 95 метрів та діаметром 8,2 метра і верхньої камери висотою 110 метрів з діаметром 26 метрів.
Споруджений у підземному виконанні машинний зал станції має розміри 111х24 метри при висоті 20 метрів. Тут розташовано вісім турбін типу Френсіс загальною потужністю 1178 МВт, які при напорі у 267 метрів забезпечують виробництво 8 млрд кВт-год електроенергії на рік.
Відпрацьована вода повертається у Betsiamites по відвідному каналу довжиною 0,25 км. При цьому, оскільки після греблі річка описує вигнуту на північ велику дугу, відстань між точкою виходу каналу та греблею по руслу становить біля 28 км.
Видача продукції відбувається по ЛЕП, розрахованій на роботу під напругою 315 кВ.